# La Herlière
La Herlière é uma comuna francesa na região administrativa de Altos da França, no departamento de Pas-de-Calais. Estende-se por uma área de 5,4 km². Em 2010 a comuna tinha 150 habitantes (densidade: 27,8 hab./km²).